# Antheraea
Genre
Le genre Antheraea regroupe des lépidoptères (papillons) appartenant à la famille des Saturniidae, à la sous-famille des Saturniinae.

## Liste des espèces
Le genre Antheraea comprend cent trente espèces, chacune comprenant de nombreuses sous-espèces.
- Antheraea alleni Holloway, 1987.
- Antheraea andamana Moore, 1877.
- Antheraea assamensis Helfer, 1837.
- Antheraea brunei Allen & Holloway, 1986.
- Antheraea celebensis Watson, 1915.
- Antheraea cordifolia Weymer, 1906.
- Antheraea diehli Lemaire, 1979.
- Antheraea frithi Moore, 1859.
- Antheraea godmani (Druce, 1892).
- Antheraea helferi Moore, 1858.
- Antheraea jana (Stoll, 1782).
- Antheraea korintjiana Bouvier, 1928.
- Antheraea larissa (Westwood, 1847).
- Antheraea montezuma (Sallé, 1856).
- Antheraea moultoni Watson, 1927.
- Antheraea mylitta (Drury, 1773).
- Antheraea pernyi (Guérin-Méneville, 1855) — Ver à soie Tussah.
- Antheraea polyphemus (Cramer, 1775) — Polyphème d'Amérique.
- Antheraea rosieri (Toxopeus, 1940).
- Antheraea roylei (Moore, 1859).
- Antheraea yamamai (Guénerin-Méneville, 1861) — Saturnie du chêne du Japon.